# Fontanelle (Iowa)
Pour les articles homonymes, voir Fontanelle (homonymie).
Fontanelle est une ville du comté d'Adair, en Iowa, aux États-Unis. Elle est fondée en 1855 et est nommée en hommage à Logan Fontanelle, chef de la tribu des Omahas, fils du marchand de fourrures français, Lucien Fontanelle de l'American Fur Company et d'une femme du peuple Omaha.